# Ōmoto
Ōmoto (jap. 大本 Ō-moto; także czasem pisownia Oomoto; dosł.: podstawa, baza, źródło, opoka, początek), również Ōmoto-kyō (大本教), gdzie kyō ma znaczenie nauki, doktryny, wiary – japońska sekta religijna, która powstała po restauracji Meiji, zgodnie z ówczesną tendencją do tworzenia „nowych religii” (shin-shūkyō). W znacznej mierze to nowe wyznanie jest oparte na rodzimej religii japońskiej – shintō. Sektę założyła w 1892 Nao Deguchi. Kobiety po dziś są duchowymi liderkami ruchu. Od 2001 na czele ōmoto stoi piąta przywódczyni – Kurenai Deguchi.
Od czasu drugiego duchowego lidera, Onisaburō Deguchi, kluczową rolę w ōmoto odgrywa esperanto, język stworzony przez Ludwika Zamenhofa. Od 1924 do dziś wyznawcy tej sekty publikują książki i prasę w esperanto. Języka tego uczyli się niemal wszyscy z 45 tys. wyznawców ōmoto, a ok. 1 tys. z nich płynnie się nim posługuje.
Od 1925 do 1933 ōmoto miało swoją misję w Paryżu. Stamtąd misjonarze wyznania wyruszali w podróże po Europie, podczas których głosili nowinę, że Onisaburō Deguchi jest mesjaszem, czy też Maitreyą, który zjednoczy cały świat. Od 1933 do 1942 uczestnicy ruchu byli ciężko represjonowani w Japonii i nie mieli możliwości normalnego działania. Ruch odrodził się w 1950.
Dwa główne centra ōmoto mieszczą się w pobliżu miasta Kioto. W Ayabe znajduje się świątynia przeznaczona do posług religijnych, a w miejscowości Kameoka w dużym parku, gdzie niegdyś stał zamek, funkcjonuje misja z biurami, szkołami, wydawnictwem i kaplicami.
Dużą rolę w ōmoto odgrywa sztuka. Uczestnicy ruchu chcą sprawić, aby dzięki niej świat stał się piękniejszy. Wierzą też, że sztuka zbliża człowieka do boskości.
Członkowie ruchu wierzą w kilku bogów. Najważniejsi z nich to Ōkunitokotachi, Ushitora oraz Hitsujisaru, ale za boga uznawany jest także twórca esperanto Ludwik Zamenhof. Wszyscy z bogów, z Zamenhofem włącznie, traktowani są jako różne aspekty Boga jedynego.
Wyznawcy ōmoto skłaniają się również do uznania postaci szanowanych przez inne religie, takich jak np. shintoistyczne kami.
Jednym z najbardziej znanych wyznawców ōmoto był Morihei Ueshiba, twórca sztuki walki aikido. Uważa się powszechnie, że jego zbliżenie do pacyfizmu w dojrzałym okresie życia i przekonanie, że aikido powinno się stać sztuką pokoju, zostały zainspirowane jego zaangażowaniem w ruch ōmoto. Kapłani tej religii doglądają corocznych ceremonii ku czci Ueshiby, które odbywają się 29 kwietnia w kaplicy Aiki w mieście Iwama.